# Y-12国家安全大楼

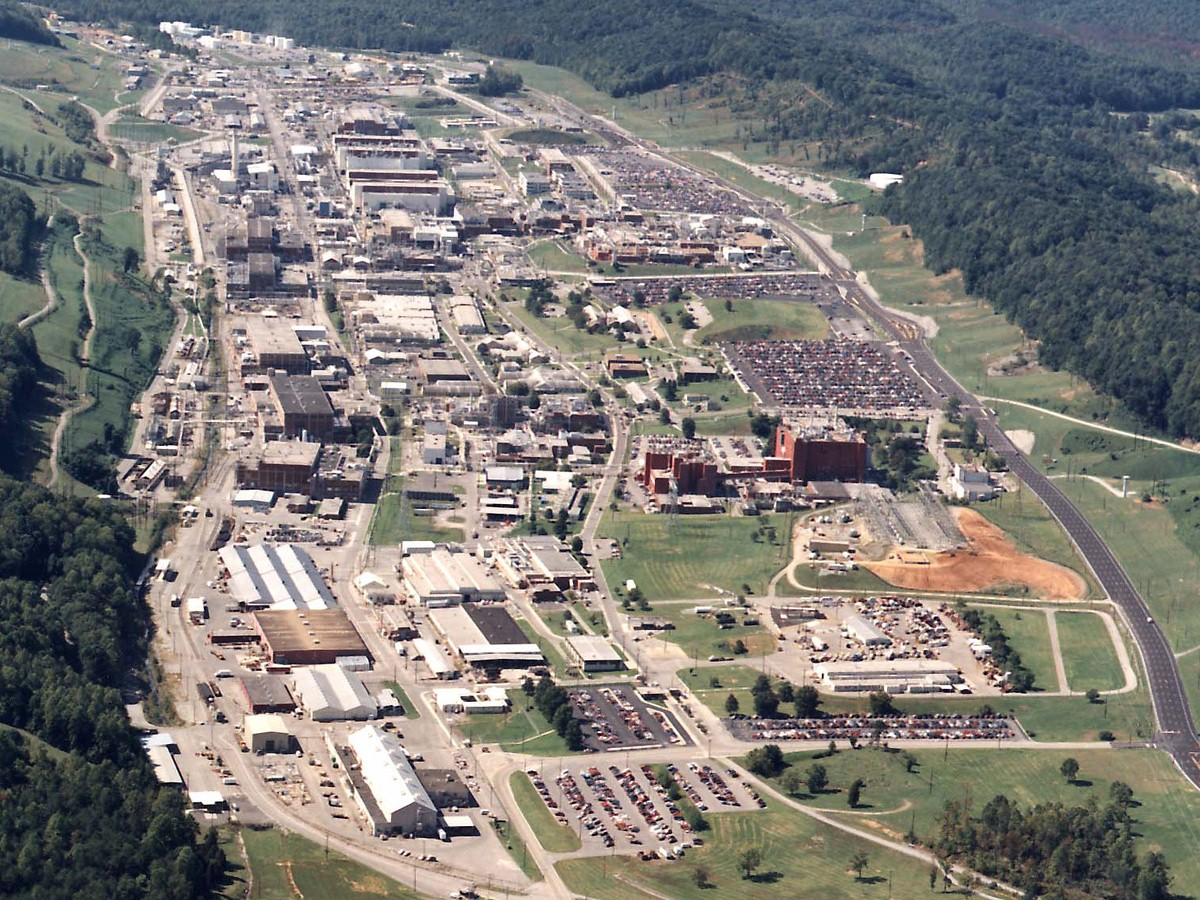
Y-12工厂，位于田纳西州橡树岭

Y-12国家安全大楼（英語：Y-12 National Security Complex）是美國能源部美国国家核安全局的设施，位于田纳西州橡树岭的橡树岭国家实验室附近。它作为曼哈顿计划的一部分建成，用作生产浓缩铀来制作首颗原子弹，被认为是原子弹的诞生地。二战期间，该大楼被用作制作、生产核武器零部件等国防措施。